# Coprinopsis vermiculifer
Coprinopsis vermiculifer är en svampart som först beskrevs av Joss. ex Dennis, och fick sitt nu gällande namn av Redhead, Vilgalys & Moncalvo 2001. Coprinopsis vermiculifer ingår i släktet Coprinopsis och familjen Psathyrellaceae.  Artens status i Sverige är: Ej påträffad. Inga underarter finns listade i Catalogue of Life.